# 馬爾齊亞諾韋 (大米海利夫卡區)
47°4′37″N 30°16′47″E / 47.07694°N 30.27972°E
馬爾齊亞諾韋（烏克蘭語：Марціянове）是位於烏克蘭西南部的村莊，由敖德萨州贝雷济夫卡区的茲納姆揚卡市鎮負責管轄。該村始建於1826年，面積0.53平方公里，海拔高度106米，2001年人口147，人口密度每平方公里277.36人。